# Preah Vihear
Preah Vihear é uma província localizada no norte do Camboja. Sua capital é a cidade de Phnum Tbeng Mean Chey. Possui uma área de 13.788 km². Em 2008, sua população era de 170.852 habitantes.
A província está subdividida em 7 distritos:
- 1301 - Chey Saen
- 1302 - Chhaeb
- 1303 - Choam Khsant
- 1304 - Kuleaen
- 1305 - Rovieng
- 1306 - Sangkom Thmei
- 1307 - Phnum Tbeng Mean Chey